# Union politique maltaise
L'Union politique maltaise (en anglais : Maltese Political Union ; en maltais : Unjoni Politika Maltija ; en italien : Unione Politica Maltese) est un ancien parti politique maltais.

## Histoire
Le parti est créé en 1920 par la fusion de l'Association politique de Malte et du Comité patriotique. Il devient le plus grand parti au Parlement à la suite des élections législatives de 1921, et son chef Joseph Howard est la première personne à occuper la fonction de Premier ministre du pays. Deux des personnalités les plus populaires au sein du parti sont Enrico Dandria (mt) et Ignazio Panzavecchia, tous deux religieux représentant le parti au Parlement.
Les élections de 1924 voient le parti réduit à dix sièges, et ce dernier doit former une coalition avec le Parti nationaliste démocrate (en) pour rester au pouvoir. En 1926, les deux partis fusionnent pour former le Parti nationaliste.
En 1947, le Parti d'action démocratique (en) est créé en tant qu'Union politique maltaise relancée.

## Idéologie
Le parti cherche à donner à l'italien un statut égal à celui de l'anglais dans l'éducation et à progresser vers l'autonomie gouvernementale. Il défend également les pouvoirs de l'Église catholique.

## Résultats électoraux

### Élections législatives
| Année | Chef               | Voix  | %     | Sièges  | +/– | Rang | Gouvernement             |
| ----- | ------------------ | ----- | ----- | ------- | --- | ---- | ------------------------ |
| 1921  | Joseph Howard      | 7 999 | 39,07 | 14 / 32 | Nv. | 1er  | Gouvernement minoritaire |
| 1924  | Francesco Buhagiar | 6 553 | 27,23 | 10 / 32 | 4   | 2e   | Gouvernement             |

### Élections sénatoriales
| Année | Chef          | Première préférence | Première préférence | Seconde préférence | Seconde préférence | Sièges | +/– | Rang | Gouvernement              |
| Année | Chef          | Voix                | %                   | Voix               | %                  | Sièges | +/– | Rang | Gouvernement              |
| ----- | ------------- | ------------------- | ------------------- | ------------------ | ------------------ | ------ | --- | ---- | ------------------------- |
| 1921  | Joseph Howard | 1 611               | 57,95               | 1 635              | 63,25              | 4 / 7  | Nv. | 1er  | Gouvernement de coalition |